# 香蜂花

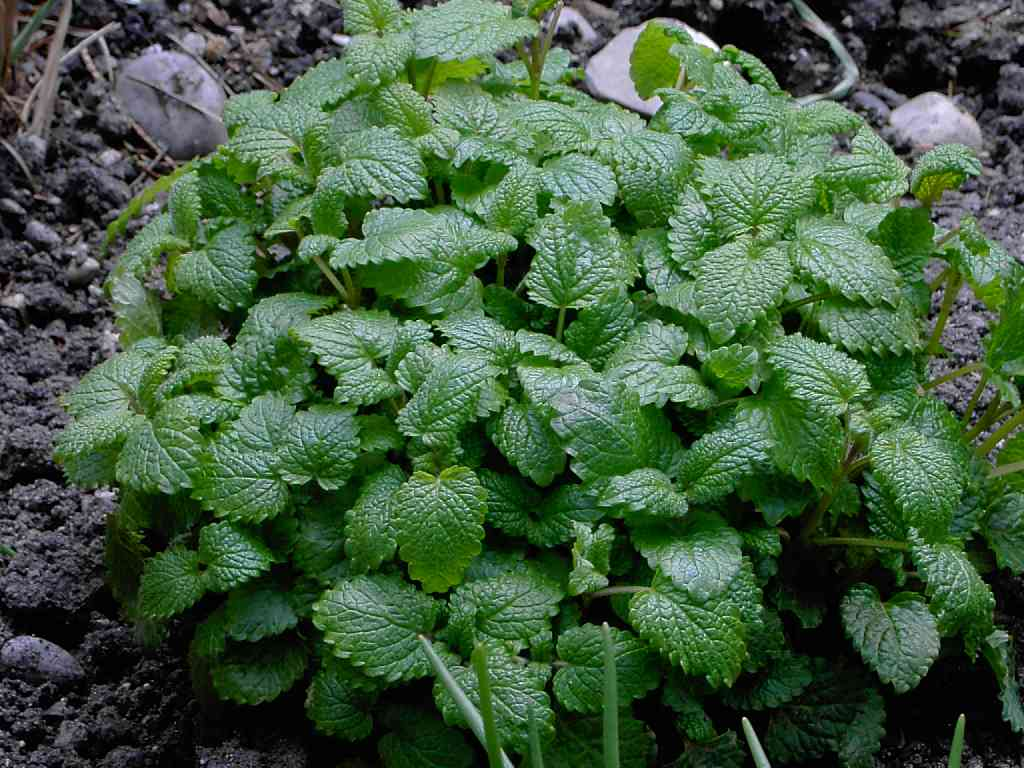
幼株

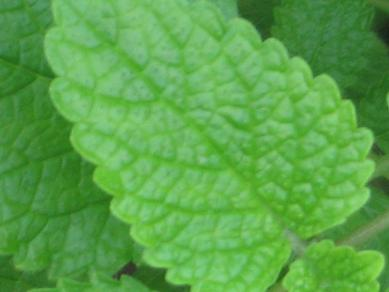
葉

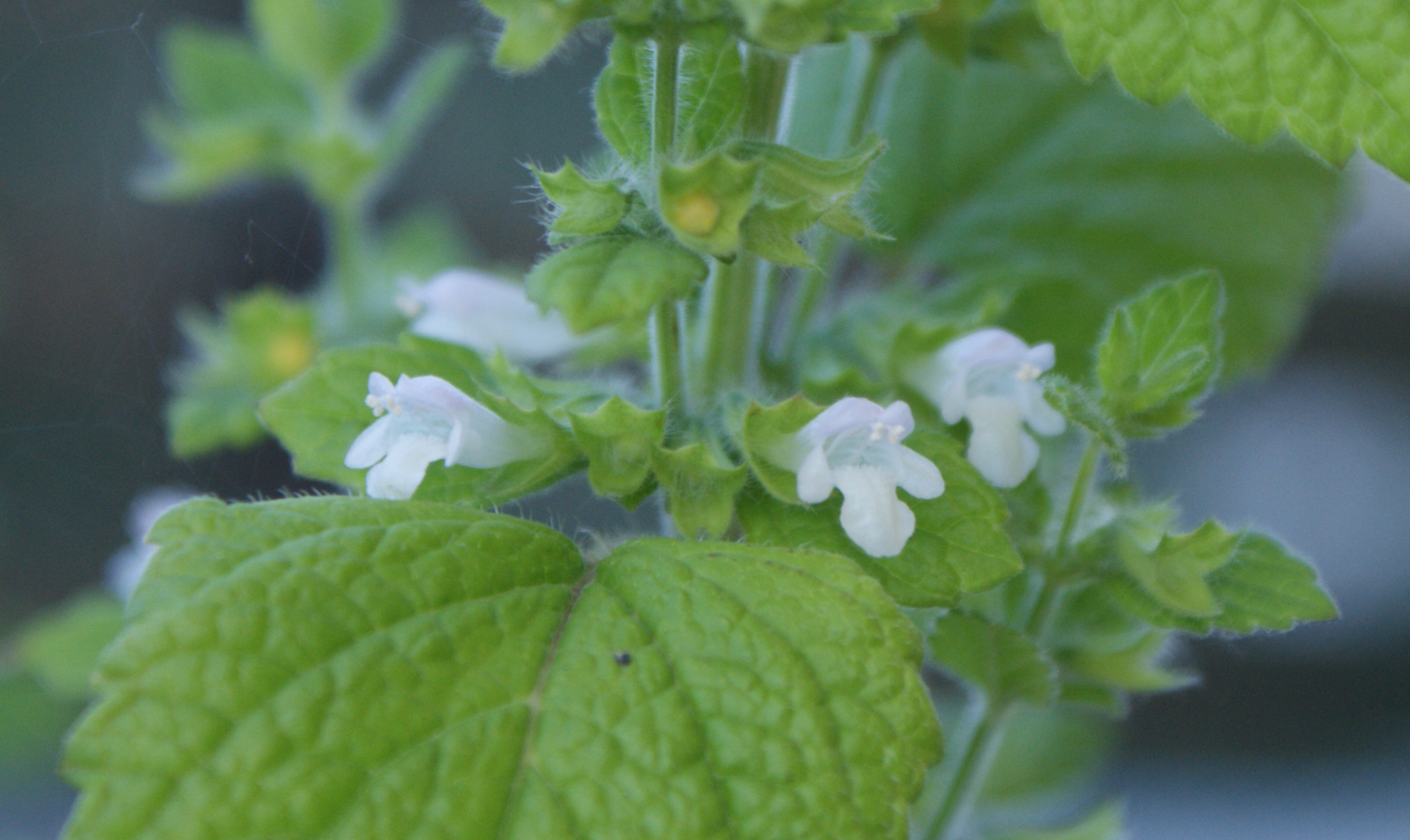
花

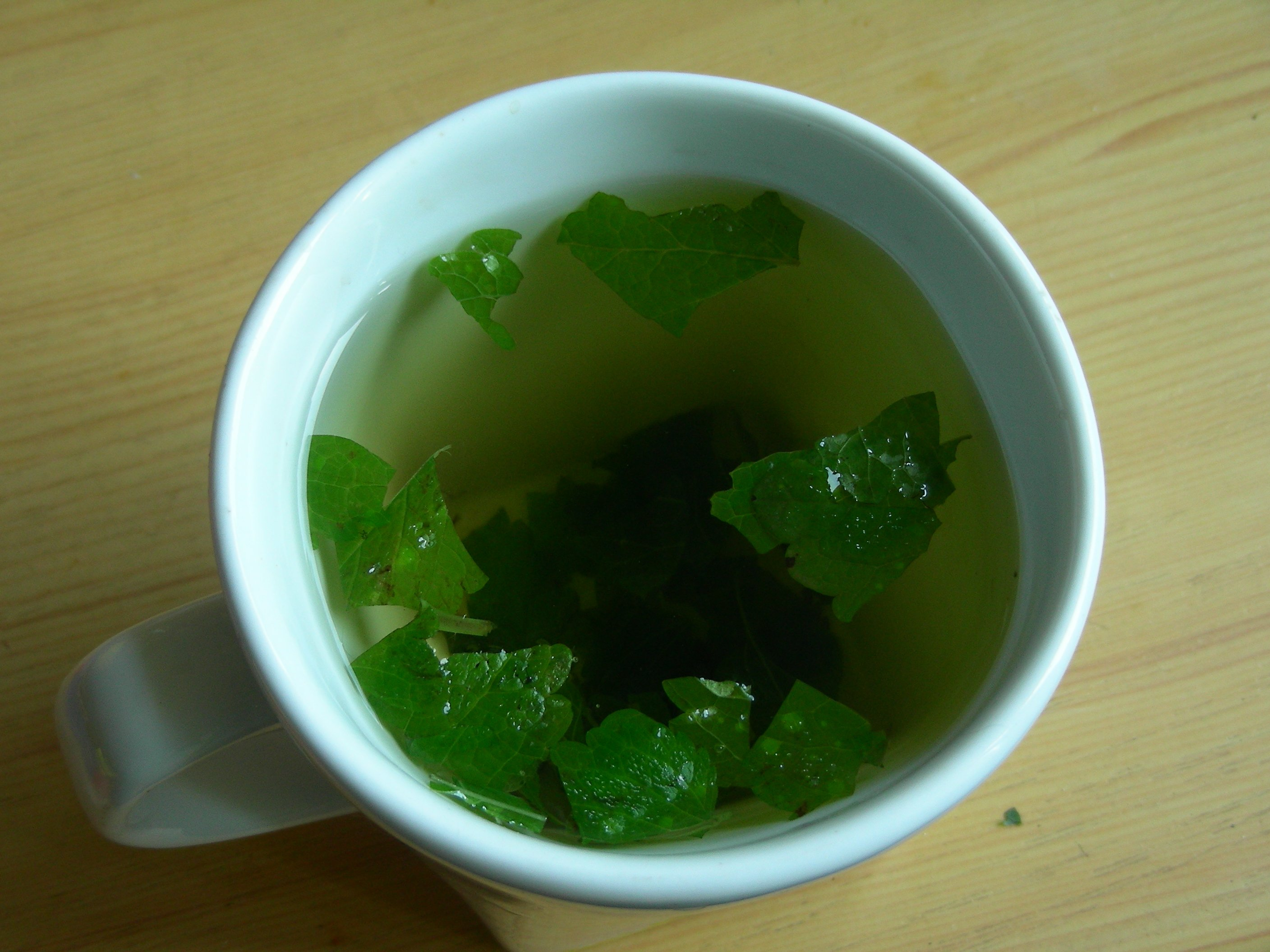
花草茶

香蜂花，又名檸檬香草（英語：lemon balm）、柠檬香蜂草，是唇形科蜜蜂花屬的一个種，多年生草本，株高約40～45cm，原產中東溫帶地區，隨後遍及亞洲及地中海國家。目前廣泛植於於歐洲、中亞和北美地區。學名中的Melissa在希臘文中為「蜜蜂」之意。古希臘、羅馬人認為香蜂花為月亮與狩獵女神阿耳忒彌斯（黛安娜）之化身，將其視為重要植物，栽培於寺廟周圍，吸引蜂群製造蜂蜜，作為糖份來源。
香蜂花根系雖短，但地下莖分佈極廣。地上部的莖桿呈方形，分枝性強、極易叢生。具寬卵型或心形圓鋸齒或鋸齒葉片，葉對生，莖及葉密布細絨毛。植株強健，栽培管理極為容易，性喜濕潤土壤，具有耐熱和耐水特性，日照或半遮陰栽培均可，土壤適應性廣。
香蜂花常出現於歐美神話及史籍中，著名的西洋藥草師 Paracelsus在其藥典中即有記述。歐美以香蜂花為原料的加爾慕羅水(Carmelite water)，迄今仍為法國人夏日之飲料。將乾燥香蜂花葉片煮成之茶飲即為著名Melissa Tea，被當作感冒時解熱之用品。
香蜂花叶中含有4～7％的羟基肉桂酸衍生物，特别是迷迭香酸（Labiatengerbstoffe），绿原酸，咖啡酸和精油含有0.05～0.3％，在品种高达0.8％。 其主要成分是柠檬醛 （40～70％，作为混合物香叶醛和橙花醛 ）， 香茅醛 （1～20％）和β-石竹烯 （5～15％）。其他成分是芳樟醇，香叶醇，Caryophyllenepoxid，大根香叶烯D，Methylcitronellal6-甲基-5-庚烯-2-酮，乙酸香叶酯，α-科潘和橙花醇。精油的组合物是依赖于原点和气候条件，收获时间和植物的年龄。此外，苦味物质 ，树脂，粘液，甙 ，皂甙和麝香草酚包括在内。维生素C每100克鲜重的新鲜植物的含量是253.0毫克。

## 分布
香蜂花原产于地中海东部地区和西部地区。从安纳托利亚经高加索，伊拉克和伊朗到巴基斯坦的自然区域范围。如今，它被种植在世界各地的温带和温带地区，并定期野。在中欧它主要存在于野生森林的节奏和森林道路。它喜欢用富含腐殖质的沙质壤土或壤土沙土生长在营养丰富，温暖干燥的部位。

## 栽培
为有针对性地使用香蜂花的生长为一般为2到3年。培养或通过播种在5月，因为20℃左右的温度下催芽最需要在五月或九月三月苗早栽。 通过扦插繁殖是可能的。柠檬香脂可以在开花前，例如通过用割草收获一年有三，四次动力割草机或饲料。每公顷耕地可以是15～30吨的收获叶肿块。

## 使用价值
香蜂花叶片可有效驱虫，并减轻蚊虫叮咬的痒痛，亦可制作防虫药膏、驱虫剂及家具油。抑制霉菌感染与湿疹也颇有效果。
香蜂花种植作为香料，萃取之精油属高级之香精原料。叶子被用作烹饪香料，从叶提取物加工成草药利口酒。对于冷饮，沙拉和酱油调味以及用于蜜饯。茶和酒的饮用，最好是在开花前采摘。
香蜂草中还有一些药用成分，它消炎杀菌的功效也极为出色，它能消灭敏感菌和真菌，另外人们皮肤表面出现红肿疼痛和皮肤炎症以及皮肤丘疹等不良症状时，亦可减轻其症状。
也適合在感冒時及流汗的夏天飲用，可增進食慾、促進消化，飯前飯後皆宜。用來取代檸檬調味，香蜂花清香的檸檬味最能增進食慾，卻沒有檸檬的酸勁，適合佐入各式各樣的菜色及甜點。如檸檬般清香。

## 外部連結
- 台中區農情月刊(臺中區農業改良場) - 保健植物－香蜂草之栽培與利用(9410) （页面存档备份，存于）